# Medvídek Paddington
Medvídek Paddington, anglicky Paddington Bear je fiktivní antropomorfní postava medvěda vytvořená anglickým spisovatelem Michaelem Bondem (1926–2017).

## Historie postavy a její popis
Medvídek Paddington je v Anglii velmi populární literární, kreslená a filmová postava. První kniha o medvídku Paddingtonovi, s názvem Call me Paddington a s ilustracemi od Peggy Fortnum, vyšla 13. října 1958. Michael Bond ji napsal inspirován maskotem, kterého si koupil na Štědrý den roku 1956. Maskot, medvídek, ležel sám na polici v londýnském hračkářství, a tak se Michael Bond rozhodl jej koupit a darovat své ženě. Medvídek Paddington spíše připomíná plyšového medvídka než skutečného medvěda.
Podle knih se medvídek Paddington narodil v Peru a zvláštní shodou okolností se ocitl v Anglii. Rodina Brownových ho našla na nádraží London Paddington station v Londýně a pojmenovala ho podle tohoto nádraží. Medvídek má klidnou povahu, je zdvořilý, milý a je šikovným pomocníkem. Jeho soused ho však rád využívá. Přátelí se s panem Gruberem, majitelem starožitnictví na Portobello Road, kde zná všechny obchodníky. Občasně mívá různé trable a dobrodružství. Často si hraje s Jonathanem a Judith.

## Knihy a filmy
Celkem existuje 14 knih o medvídkovi a 3 filmy:
- Paddington (2014)
- Paddington 2 (2017)
- Paddington v Peru (2024)

## Sochy
Existuje několik soch medvídka, např. bronzový Medvídek Paddington na londýnském nádraží London Paddington station, kterou vytvořil Marcus Cornish.

## Galerie

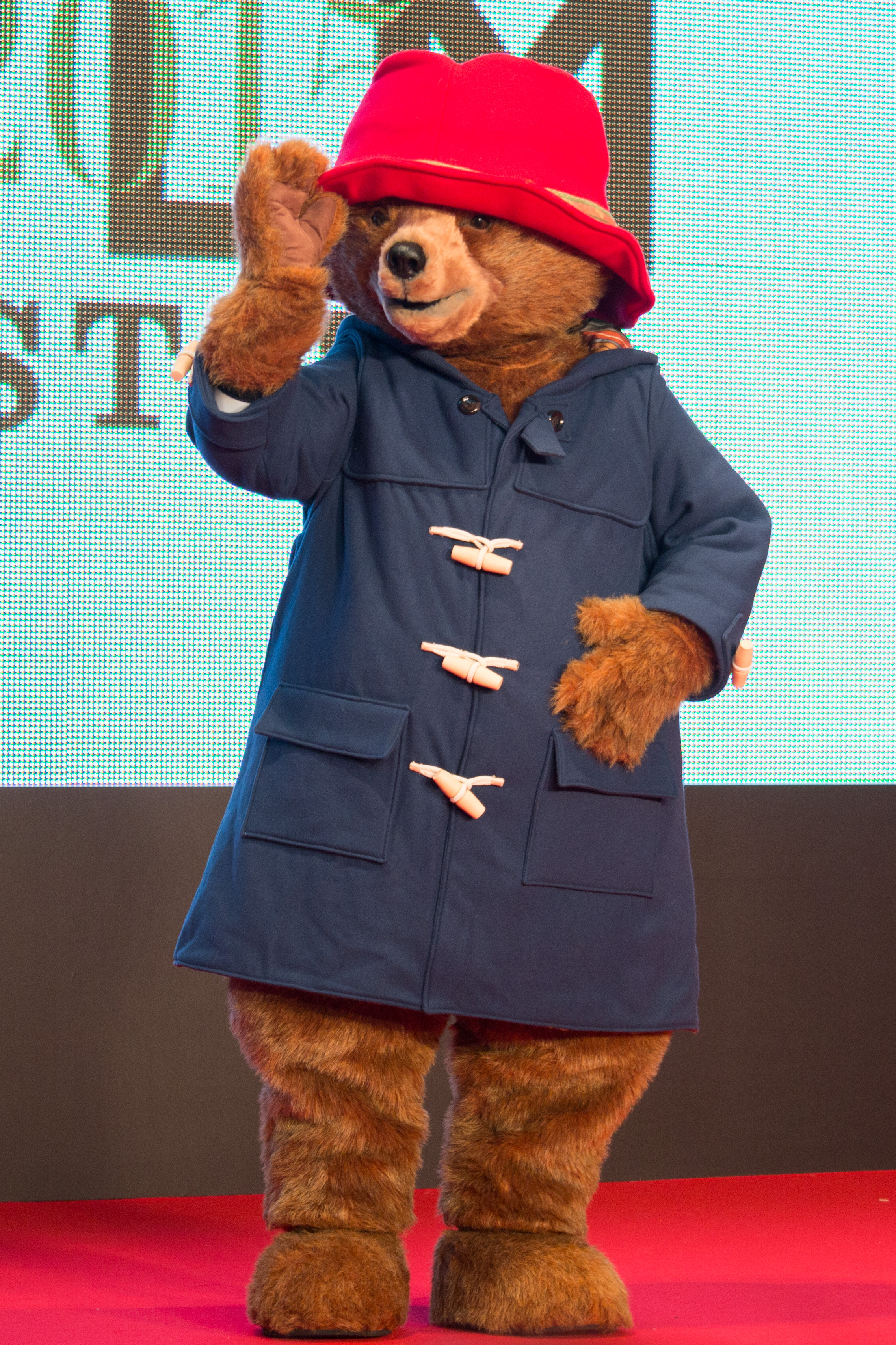
Tokyo
Informační panel
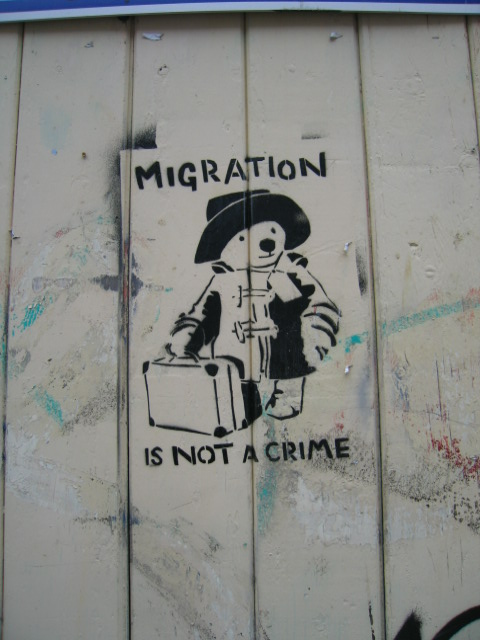
Plakát
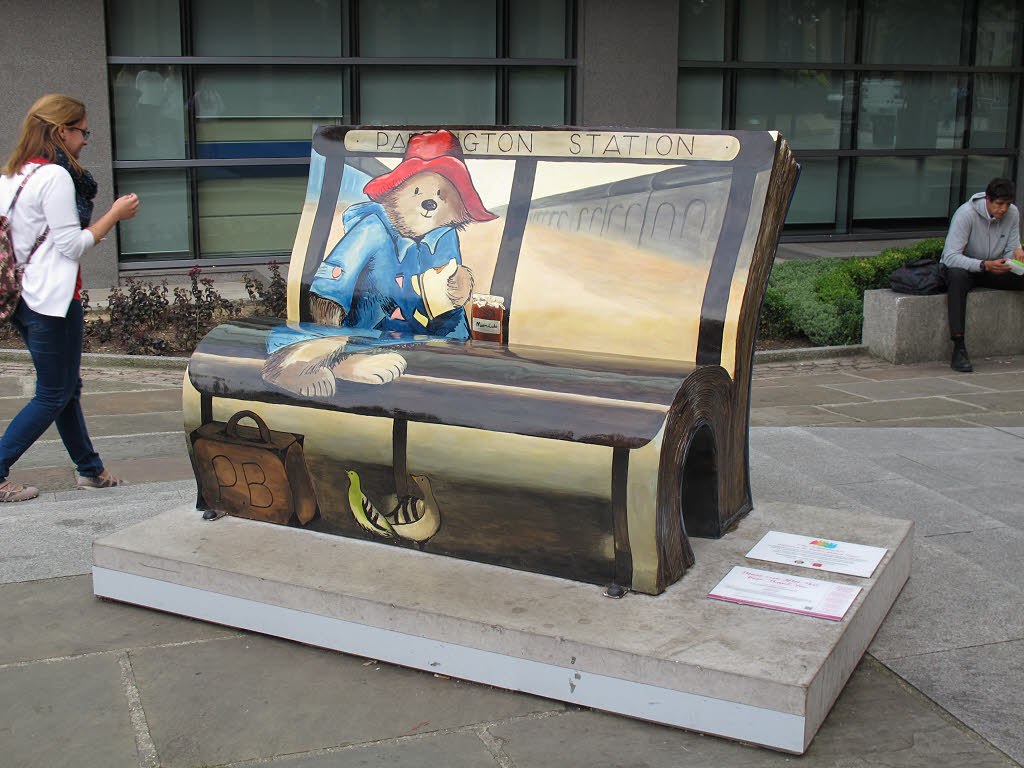
London Paddington station
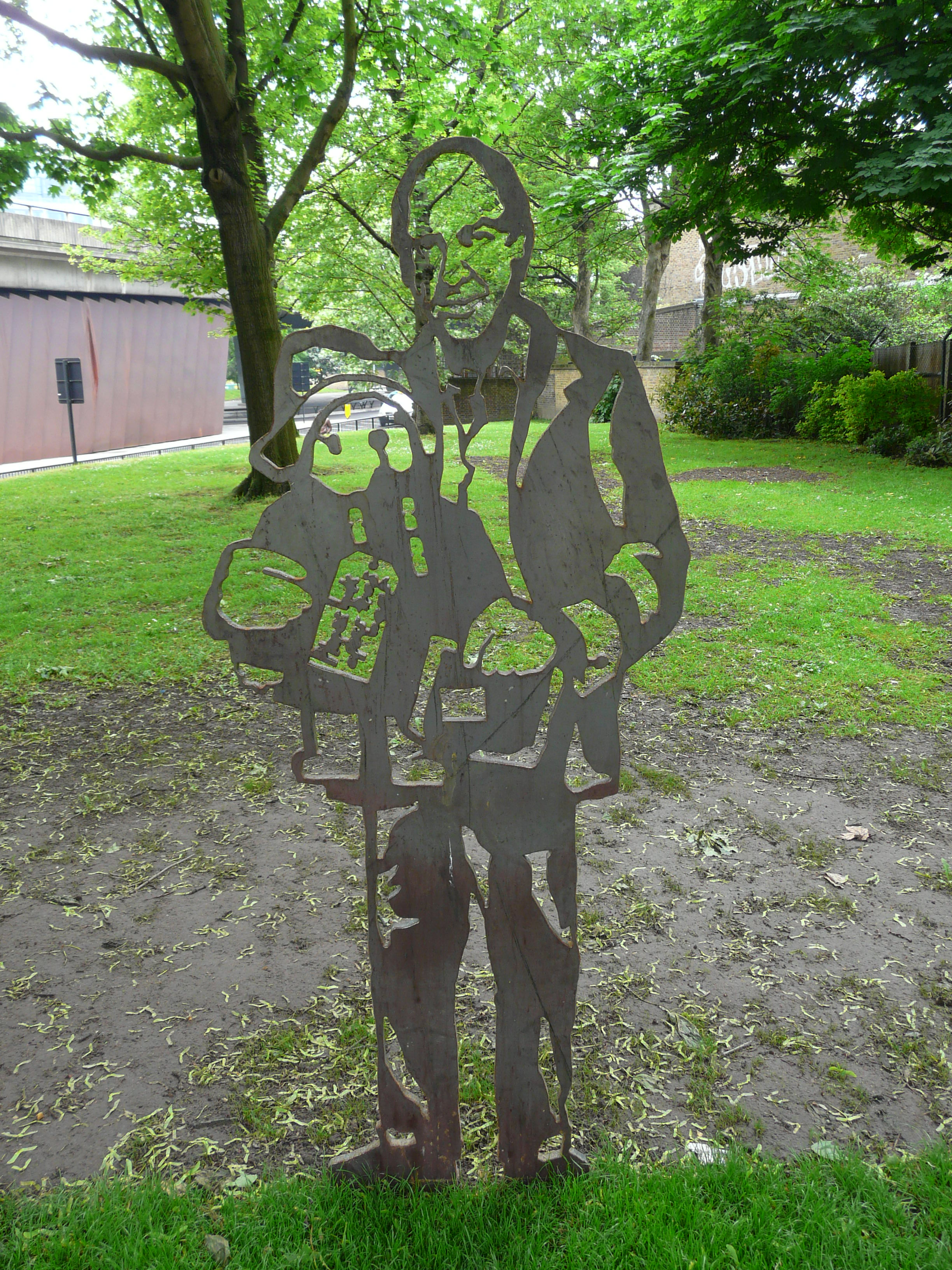
Socha autora s medvídkem (Paddington 2013)